# Ши Цзиннань
Ши Цзинна́нь (кит. упр. 石竟男, пиньинь Shi Jingnan, род. 7 апреля 1994 года в Дацине провинции Хэйлунцзян) — китайский шорт-трекист, бронзовый призёр Олимпийских игр 2014 года, двукратный чемпион мира. Окончил факультет физического воспитания Харбинского института физической культуры.

## Биография
Ши Цзиннань начал заниматься шорт-треком в качестве хобби, в возрасте 12-ти лет в родном городе Дацине. В январе 2010 года на юниорском чемпионате мира в Тайбэе занял в личном многоборье 9-е место, а в эстафете занял 4-е место. Ши Цзиннань вошел в национальную сборную, но затем был переведен обратно в провинциальную команду. В феврале на очередном юниорском чемпионате мира в Курмайоре он выиграл бронзовую медаль в беге на 1000 м и в общем зачёте поднялся на 5-е место.
В сезоне 2011/12 он дебютировал на Кубке мира и на 2-м этапе в канадском Сагенее занял 5-е место в беге на 1000 м. В ноябре 2013 года Ши Цзиннань во второй раз попал в национальную сборную и получил возможность участвовать в зимних Олимпийских играх. В декабре 2013 года на Всемирных университетских зимних играх в Трентино он завоевал бронзовую медаль в беге на 500 м.
В 2014 году Ши Цзиннань, впервые участвовал в зимних Олимпийских играх в Сочи, где  случайно упал в квалификации на 1500 м и занял только 35-е место, через 10 дней стал бронзовым призёром в эстафете. На чемпионате мира в Монреале с командой занял 7-е место в эстафете и 7-е место в общем зачёте многоборья. В сезоне 2014/15 на Кубке мира в феврале 2015 года в Дрездене занял 3-е место, а в Эрзуруме 1-е место в мужской эстафете.
В марте на чемпионате мира в Москве завоевал бронзовую медаль в беге на 1000 м и вместе с партнёрами выиграл золотую медаль в эстафетной гонке, а в многоборье занял 7-е место. В октябре на Кубке мира в Монреале стал 2-м в беге на 1000 м и выиграл с партнёрами в эстафете, в Торонто занял 4-е место на 1000 м и 3-е место в эстафете, следом в Нагое поднялся в эстафете на 2-е место. В декабре в Шанхае в беге на 500 м занял 4-е место.
На 13-х Национальных зимних играх 2016 года на дистанции 500 метров занял 3-е место. В марте на чемпионате мира в Сеуле Ши Цзиннань вновь выиграл золотую медаль в эстафете, повторив прошлогодний успех команды. На Кубке мира в сезоне 2016/17 он не смог показать хороших результатов, заняв лучшее  5-е место в беге на 1000 м и выиграв в эстафете в ноябре на этапе в Солт-Лейк-Сити. 
В феврале 2017 года на зимних Азиатских играх в Саппоро завоевал золотую медаль в эстафете. В октябре на Кубке мира в Будапеште занял 5-е место в беге на 1500 м и 2-е место в эстафете. 31 декабря 2017 года в соревнованиях Национальной лиги 2017/18 годов на дистанции 500 метров Ши Цзиннань упал и врезался в ограждение, а коньком соперника поцарапал лодыжку. Его доставили в больницу для наложений швов и дальнейшего обследования.